# Pedivigliano
Pedivigliano är en ort och kommun i provinsen Cosenza i regionen Kalabrien i Italien. Kommunen hade 815 invånare (2018).